# Бонкур (Горња Марна)
Бонкур (фр. Bonnecourt) насеље је и општина у североисточној Француској у региону Шампањ-Арден, у департману Горња Марна која припада префектури Лангр.
По подацима из 2011. године у општини је живело 128 становника, а густина насељености је износила 11,76 становника/km². Општина се простире на површини од 10,88 km². Налази се на средњој надморској висини од 350 метара.

## Демографија
| 1962. | 1968. | 1975. | 1982. | 1990. | 1999. | 2011. |
| ----- | ----- | ----- | ----- | ----- | ----- | ----- |
| 190   | 220   | 179   | 145   | 152   | 121   | 128   |

График промене броја становника у току последњих година